# Рейнах, Саломон
Саломон Рейнах, также Саломон Рейнак (фр. Salomon Reinach; 29 августа 1858, Сен-Жермен-ан-Ле — 4 ноября 1932, Булонь-Бийанкур) — французский археолог, филолог, историк искусства, религиовед. Брат политика Жозефа Рейнаха и археолога Теодора Рейнаха.

## Биография

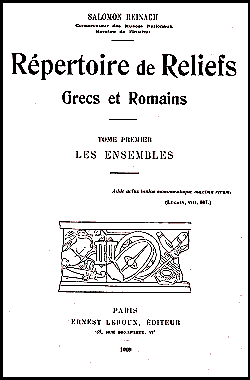
Обложка издания «Указатель греческих и римских рельефов». 1909

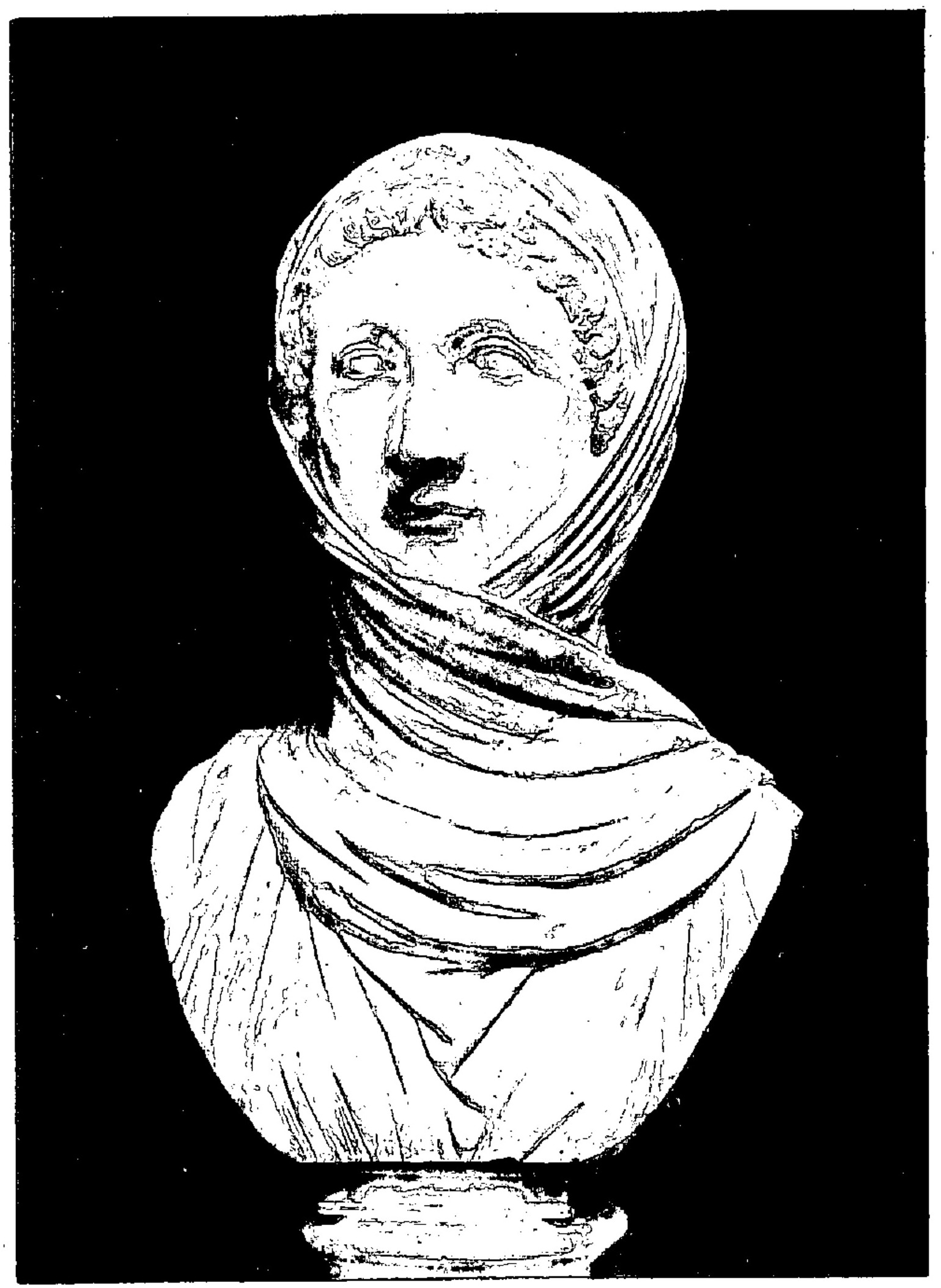
Иллюстрация из учебника «Корнелия, или Как выучить латинский язык без слёз» (по оригиналу: мраморному бюсту весталки из коллекции Национального археологического музея в Неаполе

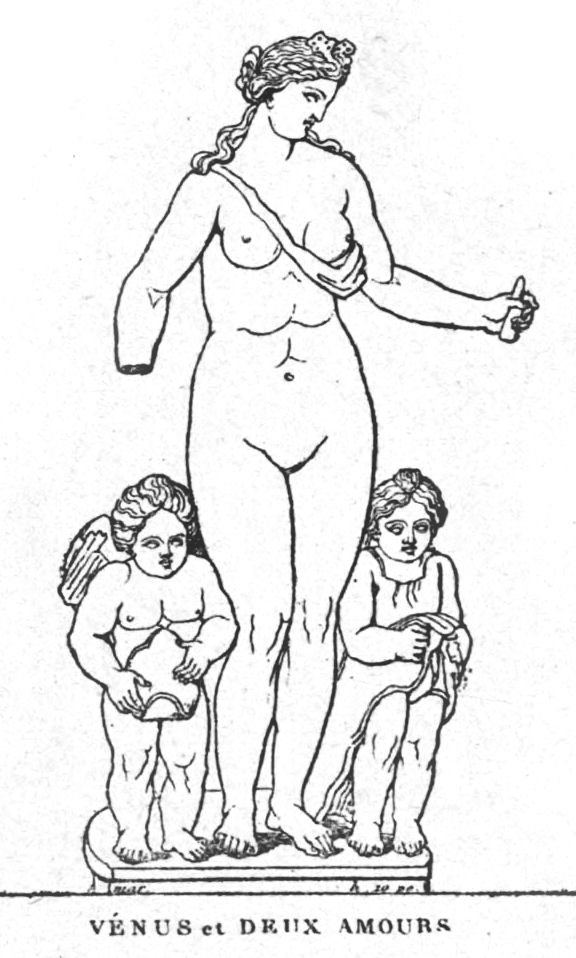
Венера и два амура. Иллюстрация из «Указателя греческой и римской скульптуры». Том 1

Саломон Рейнах родился в городе Сен-Жермен-ан-Ле, центральная Франция, в богатой еврейской банкирской семье. Учился в «Высшей нормальной школе» (École Normale Supérieure) в Париже, которую окончил с отличием. С 1879 года был стипендиатом Французской школы в Афинах.
Рейнах внёс значительный вклад в изучение истории и культуры Восточного Средиземноморья. В 1880-х и в начале 1890-х годов он принимал участие в многочисленных археологических раскопках в Малой Азии и на островах Эгейского моря, о которых он публиковал отчёты. Ему принадлежат значительные открытия в Мирине (Мизии) недалеко от Смирны (Турция) в 1880—1882 годах, в Киме (Эолида) в 1881 году, на островах Тасосе, Имбросе и Лесбосе (1882), в Карфагене и Менинксе (1883—1884), в Одессе (1893) и в других местах.
Саломон Рейнах славился своей образованностью, эрудицией и невероятной трудоспособностью. Он писал стихи, эпиграммы, в том числе на греческом языке. Он является автором популярных и отмеченных наградами учебников по латинскому и греческому языкам. Рейнах составлял иконографические указатели для студентов, изучающих историю искусства, участвовал в политической жизни Франции. Он автор более шести тысяч статей и около сотни книг по самым разным вопросам истории, филологии и истории искусства.
Саломон Рейнах был сторонником Аби Варбурга и иконологического метода изучения истории искусства. В отдельных публикациях Рейнаха учащимся предлагались исчерпывающие иконографические сборники сохранившихся древнегреческих и римских скульптур (Répertoire de la statuaire grecque et romaine. Paris, 6 vol., 1897, 1898… 1930), средневековой живописи и живописи эпохи Возрождения (Répertoire de peintures du Moyen Âge et de la Renaissance. Paris, 6 vol, 1907—1923), греческих и этрусских ваз (Répertoire des vases peints grecs et étrusques. Paris, Vol. I [archive], 1899, Vol. II [archive], 1900) и многое другое. Его том о наиболее значительных европейских коллекциях драгоценных камней (1895) показали Рейнака как одного из специалистов своего времени и в этой области.
С 1886 года Саломон Рейнах работал в Национальном музее древностей в Сен-Жермен-ан-Ле, с 1893 года был помощником хранителя, в 1902 году хранителем (директором) музея, который при его руководстве стал важнейшим французским музеем кельтских и римских археологических находок. В 1889—1895 годах он опубликовал каталог музея, в котором впервые провёл принцип иллюстрирования всех без исключения памятников, заимствованный потом при составлении научных каталогов многих других музеев. С 1903 года Рейнак был соредактором «Археологического журнала» (Revue archéologique) и в том же году стал кавалером ордена Почетного легиона. Был членом Института Франции.
С 1890 по 1892 год и с 1895 по 1915 год Саломон Рейнах преподавал в Школе Лувра, соучредителем которой он был, в том числе читал популярную лекцию «Национальные древности» (Antiquités Nationales). В 1902 году получил профессорское звание. 25 лекций Рейнаха 1902—1903 годов были опубликованы в следующем году в монографии под названием «Аполлон: Всеобщая история пластических искусств» (Apollo: histoire générale des arts plastiques. Paris: Picard, 1904; Hachette, 1905) — одной из первых иллюстрированных историй искусства, выдержавших множество изданий. Эта книга долгое время оставалась наиболее востребованным пособием по истории классического искусства.
Саломон Рейнах — автор «Учебника классической филологии» (1880) и книги «Орфей, или Всеобщая история религий» (Orpheus, Histoire générale des religions. Paris, 1909), выдержавшей более тридцати изданий только на французском языке (на рус. яз.: 1919, 1991). Аналогичным образом Рейнак составил учебник по истории литературы «Минерва».
При жизни Рейнаха последовало множество других публикаций, в том числе «Культы, мифы и религии», которые вышли в 5 томах между 1905 и 1921 годами и которые Зигмунд Фрейд рассматривал в «Тотеме и табу» (1913). В 1896 году Саломон Рейнах стал членом Академии надписей и изящной словесности (Académie des Inscriptions et Belles-Lettres). С 1905 года он был действительным членом Немецкого археологического института, а с 1911 года — членом-корреспондентом Британской академии. О разнообразии его интересов свидетельствует и тот факт, что он в 1900 году перевёл с английского на французский язык «Историю инквизиции средневековья» (Histoire de l’Inquisition au Moyen-age) Генри Чарльза Ли, а позднее также «О граде Божьем» (De Сivitate Dei) Блаженного Августина. По определению Ж. Базена «проще перечислить те области знания, которые им не были охвачены, чем те, в которых он превосходно разбирался».
Помимо научной работы Рейнах активно занимался делами еврейской диаспоры. Он был вице-президентом «Всемирного еврейского союза» (Alliance Israélite Universelle), самой важной еврейской организации в мире того времени, соучредителем «Еврейского колонизационного общества», всемирной благотворительной организации, которая поддерживала расселение еврейских эмигрантов из России в разных странах, и членом Общества еврейских исследований (Société des Études Juives), основанного в 1880 году. Рейнах не остался в стороне от скандального «дела Дрейфуса», вступившись за несправедливо осуждённого. Он публично выступал за колонизацию евреями Палестины. Нажил себе немало врагов в католических кругах за свой «сравнительный метод изучения религий».
В 1901 году Саломон Рейнах был в Санкт-Петербурге, изучал коллекции Императорского Эрмитажа.
Саломон Рейнах умер в 1932 году и был похоронен на кладбище Монмартра в Париже.

## Научные взгляды и особенности профессиональной деятельности
Главной особенностью педагогической деятельности Рейнака, по словам Ж. Базена, «было стремление помочь студентам в их самостоятельной работе. Сначала он опубликовал пособие „для благородных девиц“ под названием „Корнелия, или Как выучить латинский язык без слёз“; затем продолжил серию книгой „Евлалия, или как выучить греческий язык без слёз“. Наконец, своими „Указателями“ он оказал неоценимую услугу студентам, изучающим историю искусства. Таких указателей он выпустил множество».
Об огромной продуктивности учёного свидетельствует библиография его работ, изданная в 1936 году, в которой перечислено более 6000 эссе и несколько сотен книг.
Писатель-рационалист Джозеф МакКейб отмечал, что Рейнах был «одним из ведущих французских авторитетов в области науки о религии, из которой он удалил все сверхъестественные элементы». Рейнах критически относился к «Страстям Иисуса», которые он считал мифом, основанным на ранее существовавших языческих легендах. Он поддерживал мифологическое исследование Уильяма Бенджамина Смита, однако не отрицал возможности существования исторического Иисуса, формулируя этот тезис следующим образом: «Невозможно установить исторического Иисуса, что не означает, что он не существовал, но означает только то, что мы не можем ничего положительно утверждать о нём». Что касается «Ecce Deus» Смита , Рейнах писал: «Я прочитал эту великую книгу от корки до корки. Это навеки. Автор может не дожить до этого, но книгу будут читать мириады и она прольёт свет на миллионы».
Взгляды Рейнаха на искусство были неординарны, а многие утверждения спорны, к тому же фактология истории искусств, атрибуции и датировки стремительно менялись на рубеже XIX—XX веков и в первой половине XX столетия. В этой части замечательные работы Рейнаха катастрофически устарели. Так, например, знаменитую Венеру Милосскую, характерный памятник периода эллинизма, Рейнах считал произведением школы Фидия! Новую архитектуру железных конструкций он представлял естественным продолжением готики. Критику ещё при жизни учёного вызывали контурные прорисовки произведений искусства, прежде всего античной скульптуры, в качестве иллюстраций к его научным трудам, хотя в то время уже широко использовались фотографии. Рейнах объяснял это желанием издавать недорогие пособия в расчёте на возможности учащихся.

## Семья
Жена (с 1891 года) — доктор медицины Роза Рейнах (в девичестве Песя-Ривка Хаимовна Моргулева; 1865, Одесса — 1933, Париж), дама Большого креста ордена Почётного легиона. Eё племянником был индустриалист и математик Леон Мочан.

## Избранная библиография
- Manuel de philologie classique (1880)
- Catalogue du Musée impérial d’antiquités (1882)
- Traité d'épigraphie grecque (1885)
- Grammaire latine (1886)
- L’Origine des Aryens, histoire d’une controverse (1892)
- Epona, la déesse gauloise des chevaux (1895)
- La Sculpture en Europe avant les influences gréco-romaines (1896)
- Répertoire de la statuaire grecque et romaine (1897—1930)
- Répertoire des vases peints grecs et étrusques (1899—1900)
- Les Chefs-d'œuvre du Musée du Louvre (1900)
- Apollo : histoire générale des arts plastiques, professée à l’Ecole du Louvre (1902—1903)
- Recueil de têtes antiques idéales ou idéalisées (1903)
- Les Apôtres chez les anthropophages, conférences faites au Musée Guimet (1904)
- Cultes, mythes et religions (1905—1923) (rééd. Robert Laffont, 1996)
- Répertoire de peintures du Moyen âge et de la Renaissance, (1280—1580) (1906—1923)
- Orpheus, Histoire générale des religions (1907) (rééd. L’Harmattan, 2002)
- Répertoire de reliefs grecs et romains (1909)
- Eulalie ou Le grec sans larmes (1911) (rééd. L’Harmattan, 1995)
- Cornélie ou Le latin sans pleurs (1912) (rééd. L’Harmattan, 1995)
- Sidonie ou Le français sans peine (1913) (rééd. L’Harmattan, 1995)
- Chronologie de la guerre (10 volumes, 1915—1919)
- Histoire de la Révolution russe (1917)
- Catalogue illustré du Musée des antiquités nationales au château de Saint-Germain-en-Laye (1917—1921)
- Répertoire de peintures grecques et romaines (1922)
- Lettres à Zoé sur l’histoire des philosophies (3 тома, 1926)
- Glozel : la découverte, la controverse, les enseignements, avec vingt-trois modèles d’alphabets (1928)
- Éphémérides de Glozel (1928—1930)[16].